# Schlacht an der Axona
Arar – Bibracte – Elsass – Axona - Sambre – Octodurum – Avaricum – Gergovia – Lutetia – Armançon – Alesia – Uxellodunum
Die Schlacht an der Axona war ein Gefecht zwischen Römern und Kelten im Jahr 57 v. Chr. im Gallischen Krieg.

## Vorgeschichte
Der keltische Stamm der Belger sandte 57 v. Chr. eine Armee aus, um Bibrax, eine Stadt der Remer zu belagern. Diese Belagerung schlug fehl, und die keltische Angriffsarmee schlug ihre Zelte am Fluss Axona, der heutigen Aisne, einige Kilometer vom römischen Lager entfernt auf. 
Gaius Iulius Caesar, der mit seinen Legionen in dem römischen Lager war, sah dies als Bedrohung, wollte aber eine Schlacht vermeiden. Er schickte daher eine Abteilung berittener Soldaten zu den Belgern, mit dem Auftrag, diese über den Ernst der Lage aufzuklären. Die Reiter wurden von den Kelten niedergemacht, was die Römer als Kriegserklärung ansahen. Cäsar griff daher einige Tage später die Belger am Fluss an.

## Schlacht

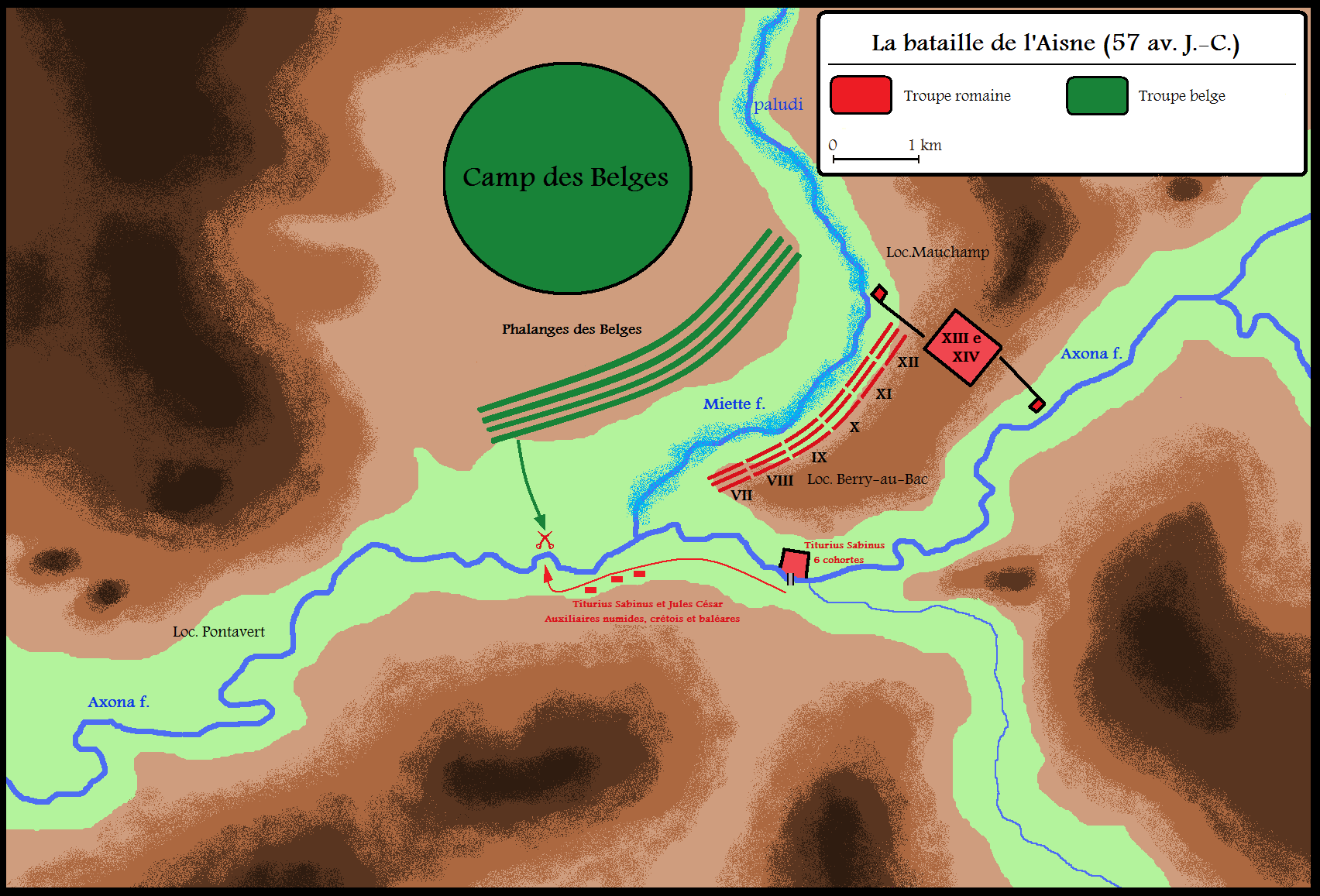
Verlauf der Schlacht und Aufstellung der beiden Armeen: Römer (rot) und Belger (grün).

Zahlenmäßig waren die acht anwesenden römischen Legionen (~40.000 Mann) den Kelten unterlegen, doch stießen die beiden Heere anfangs gar nicht aufeinander. Das Hindernis war ein Sumpf am Flussufer, den keiner überqueren wollte, da man dadurch ein leichtes Ziel für die gegnerischen Bogenschützen darstellte. Die römische Artillerie beschoss die Belger, konnte allerdings keine großen Schäden verursachen. Das wirkliche Gefecht wurde dann von den Equites eingeleitet, die den Sumpf umrundeten und die keltische Armee mit schnellen Angriffen störte. Viele Belger begannen, ungeordnet die römische Infanterie anzugreifen, indem sie über eine Furt den Fluss überquerten. Damit boten sie ein leichtes Ziel für die römischen Speerwerfer, die nun ihre Pila auf den Feind schleuderten. Als der Großteil des keltischen Heeres das andere Ufer erreichte, wurden sie von den römischen Schwertkämpfern niedergerungen, was zu einer Massenpanik am Fluss führte. Viele Belger ertranken bei der Flucht oder wurden erschlagen, die Schlacht war damit zu Gunsten Cäsars entschieden.

## Folgen
Die Schlacht war eine verheerende Niederlage für die Kelten, die insgesamt den Verlust von 10.000 Kriegern zu beklagen hatten, während auf römischer Seite 1.000 Legionäre fielen. Die Belger mussten das Gebiet um den Fluss räumen und flohen nach Norden.